# Strażnica KOP „Storożów”

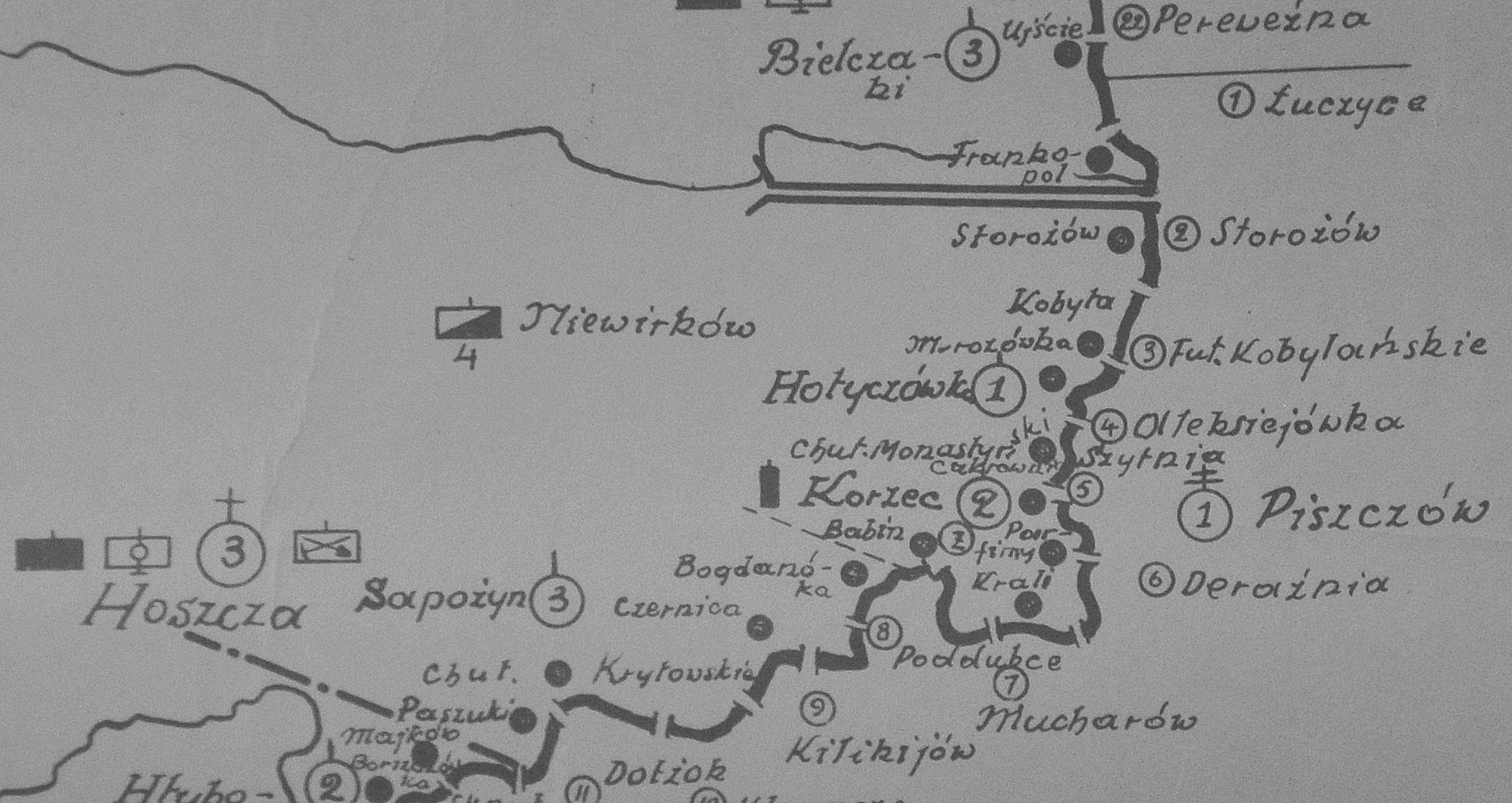
Rozmieszczenie baonu KOP „Hoszcza” w 1931

Strażnica KOP „Storożów” – zasadnicza jednostka organizacyjna Korpusu Ochrony Pogranicza pełniąca służbę ochronną na granicy polsko-sowieckiej.

## Formowanie i zmiany organizacyjne
W 1924 w składzie 1 Brygady Ochrony Pogranicza, został sformowany 3 batalion graniczny. W 1928 w skład batalionu wchodziło 13 strażnic. 93 strażnica KOP „Storożów”  w latach 1928–1939 funkcjonowała w strukturze organizacyjnej 1 kompanii granicznej KOP „Hołyczówka” . Strażnica liczyła około 18 żołnierzy i rozmieszczona była przy linii granicznej z zadaniem bezpośredniej ochrony granicy państwowej.
W 1932 obsada strażnicy zakwaterowana była w budynku popolicyjnym. Strażnicę z macierzystą kompanią łączył trakt długości 12 km.

## Służba graniczna
Podstawową jednostką taktyczną Korpusu Ochrony Pogranicza przeznaczoną do pełnienia służby ochronnej był batalion graniczny. Odcinek batalionu dzielił się na pododcinki kompanii, a te z kolei na pododcinki strażnic, które były „zasadniczymi jednostkami pełniącymi służbę ochronną”, w sile półplutonu. Służba ochronna pełniona była systemem zmiennym, polegającym na stałym patrolowaniu strefy nadgranicznej, wystawianiu posterunków alarmowych, obserwacyjnych i kontrolnych stałych, patrolowaniu i organizowaniu zasadzek w miejscach rozpoznanych jako niebezpieczne, kontrolowaniu dokumentów i zatrzymywaniu osób podejrzanych, a także utrzymywaniu ścisłej łączności między oddziałami i władzami administracyjnymi.
Strażnica KOP „Storożów” w 1932 ochraniała pododcinek granicy państwowej szerokości 7 kilometrów 95 metrów od słupa granicznego nr 1518 do 1525, a w 1938 pododcinek szerokości 8 kilometrów 600 metrów od słupa granicznego nr 1517 do 1524.
Sąsiednie strażnice:
- strażnica KOP „Frankopol” ⇔ strażnica KOP „Kobyla” – 1928[3], 1929[4], 1931[5] , 1932[6], 1934[7], 1938[8]